# Jednoparametrowa półgrupa
Jednoparametrowa półgrupa (ang. one-parameter semigroup) – półgrupa spełniająca uogólnione równanie funkcyjne Cauchy'ego.

## Równanie funkcyjne Cauchy'ego
Określenie równanie funkcyjne Cauchy'ego pierwotnie odnosi się do równania funkcyjnego funkcji {\displaystyle f\colon \mathbb {R} _{+}\to \mathbb {R} },
{\displaystyle {\begin{cases}f(t+s)=f(t)f(s)\quad {\text{dla wszystkich }}t,s\geqslant 0,\\f(0)=1\end{cases}}},
gdzie zbiór {\displaystyle \mathbb {R} _{+}} oznacza zbiór wszystkich liczb rzeczywistych nieujemnych.

### Uogólnione równanie
W uogólnionej postaci równanie funkcyjne Cauchy'ego opisuje wszystkie odwzorowania z liczb nieujemnych w zbiór ograniczonych operatorów liniowych.
Niech {\displaystyle X} będzie zespoloną przestrzenią Banacha z normą {\displaystyle ||\cdot ||} oraz niech {\displaystyle {\mathcal {L}}(X)} oznacza zbiór wszystkich ograniczonych operatorów liniowych {\displaystyle T\colon X\to X}, gdzie ograniczoność rozumiemy w sensie normy operatorowej {\displaystyle ||\cdot ||_{X}}.
Powiemy, że odwzorowanie {\displaystyle T(\cdot )\;\colon \;\mathbb {R} _{+}\to {\mathcal {L}}(X)} spełnia uogólnione równanie funkcyjne Cauchy'ego, jeśli
{\displaystyle {\begin{cases}T(t+s)=T(t)T(s)\quad {\text{dla wszystkich }}t,s\geqslant 0,\\T(0)=I\end{cases}}},
przy czym przez {\displaystyle T(t)T(s)=(T(t)\circ T(s))(x)} rozumiemy złożenie operatorów {\displaystyle T(t)} i {\displaystyle T(s)}, a {\displaystyle I} oznacza odwzorowanie identycznościowe na {\displaystyle X}.
Takie równanie jest naturalnym uogólnieniem, ponieważ jeśli zbiór liczb rzeczywistych potraktujemy jako przestrzeń Banacha nad zbiorem liczb nieujemnych, to mnożenie liczby {\displaystyle x\in \mathbb {R} } przez liczbę {\displaystyle f(t)} możemy traktować jako działanie operatora liniowego {\displaystyle f(\cdot )\;\colon \;\mathbb {R} \to {\mathcal {L}}(\mathbb {R} )}.

## Definicja
Rodzinę {\displaystyle (T(t))_{t\geqslant 0}} ograniczonych operatorów liniowych na przestrzeni Banacha {\displaystyle X} spełniającą uogólnione równanie funkcyjne Cauchy'ego nazywamy jednoparametrową półgrupą. Jeśli równanie jest spełnione dla wszystkich {\displaystyle t,s\in \mathbb {R} }, to {\displaystyle (T(t))_{t\geqslant 0}} nazywamy jednoparametrową grupą.

## Przykłady

### Przestrzenie skończenie wymiarowe
Jeśli {\displaystyle X} jest skończenie wymiarową przestrzenią Banacha oraz {\displaystyle A\in {\mathcal {L}}(X)}, to jako jednoparametrową półgrupę możemy zadać {\displaystyle (e^{tA})_{t\geqslant 0}}, gdzie
{\displaystyle e^{tA}:=\sum _{k=0}^{\infty }{\frac {t^{k}A^{k}}{k!}}}.
Powyższy szereg eksponenty macierzy jest zbieżny, ponieważ
{\displaystyle \left|\left|S_{n}-S_{m}\right|\right|_{X}=\left|\left|\sum _{k=n}^{m+1}{\frac {t^{k}A^{k}}{k!}}\right|\right|_{X}\leqslant \sum _{k=n}^{m+1}{\frac {t^{k}||A||_{X}^{k}}{k!}}}
w normie operatorowej, a podany po prawej szereg jest ciągiem Cauchy'ego, więc cały szereg również jest ciągiem Cauchy'ego, dlatego musi być zbieżny w przestrzeni Banacha.
{\displaystyle (e^{tA})_{t\geqslant 0}} spełnia równanie funkcyjne, ponieważ szereg, jakim jest zadany jest zbieżny bezwzględnie (w normie operatorowej) i można udowodnić, że {\displaystyle e^{(t+s)A}} jest iloczynem Cauchy'ego {\displaystyle e^{tA}} i {\displaystyle e^{sA}}. Ponadto {\displaystyle T(t)=e^{tA}} jest ciągły, ponieważ
{\displaystyle e^{(t+h)A}-e^{tA}=e^{tA}(e^{hA}-I)},
więc wystarczy żeby {\displaystyle \lim _{h\to 0}e^{hA}=I}, a to prawda, ponieważ
{\displaystyle \left|\left|e^{hA}-I\right|\right|_{X}=\left|\left|\sum _{k=1}^{\infty }{\frac {h^{k}A^{k}}{k!}}\right|\right|_{X}\leqslant \sum _{k=1}^{\infty }{\frac {|h|^{k}||A||_{X}^{k}}{k!}}=e^{|h|\cdot ||A||_{X}}-1}.
W powyższym przypadku mówimy, że operator {\displaystyle A} generuje jednoparametrową półgrupę {\displaystyle (e^{tA})_{t\geqslant 0}}.

## Rodzaje półgrup

### C0-półgrupa
Jednoparametrową półgrupę {\displaystyle (T(t))_{t\geqslant 0}} nazwiemy C0-półgrupą lub silnie ciągłą jednoparametrową półgrupą, jeśli spełnia uogólnione równanie funkcyjne Cauchy'ego oraz dodatkowy warunek silnej ciągłości,
{\displaystyle \lim _{t\to 0^{+}}||T(t)x_{0}-x_{0}||=0}
dla wszystkich {\displaystyle x_{0}\in X}, gdzie {\displaystyle ||\cdot ||} jest normą przestrzeni Banacha {\displaystyle X}.

### Jednostajnie ciągła półgrupa
Jednoparametrową półgrupę {\displaystyle (T(t))_{t\geqslant 0}} nazywamy jednostajnie ciągłą (lub normowo ciągłą), jeśli odwzorowanie {\displaystyle T(\cdot )\;\colon \;\mathbb {R} _{+}\to {\mathcal {L}}(X)} jest ciągłe w jednostajnej topologii operatorowej. 